# Lars Lindén
Lars Martin Lindén, född 11 juli 1945 i Timrå i Västernorrlands län, död 5 januari 2023 i Sundsvall, var en svensk politiker (kristdemokrat). Han var Kristdemokraternas partisekreterare 1991–1993 och ordinarie riksdagsledamot 2002–2009, invald för Västernorrlands läns valkrets.
I riksdagen var han suppleant i finansutskottet, näringsutskottet, utrikesutskottet och sammansatta utrikes- och försvarsutskottet.
Lindén var även kommun-, landstings- och kyrkopolitiker. Han var småföretagare och satt i Föreningen för Rättvisemärkts styrelse.